# カナディア CL-41

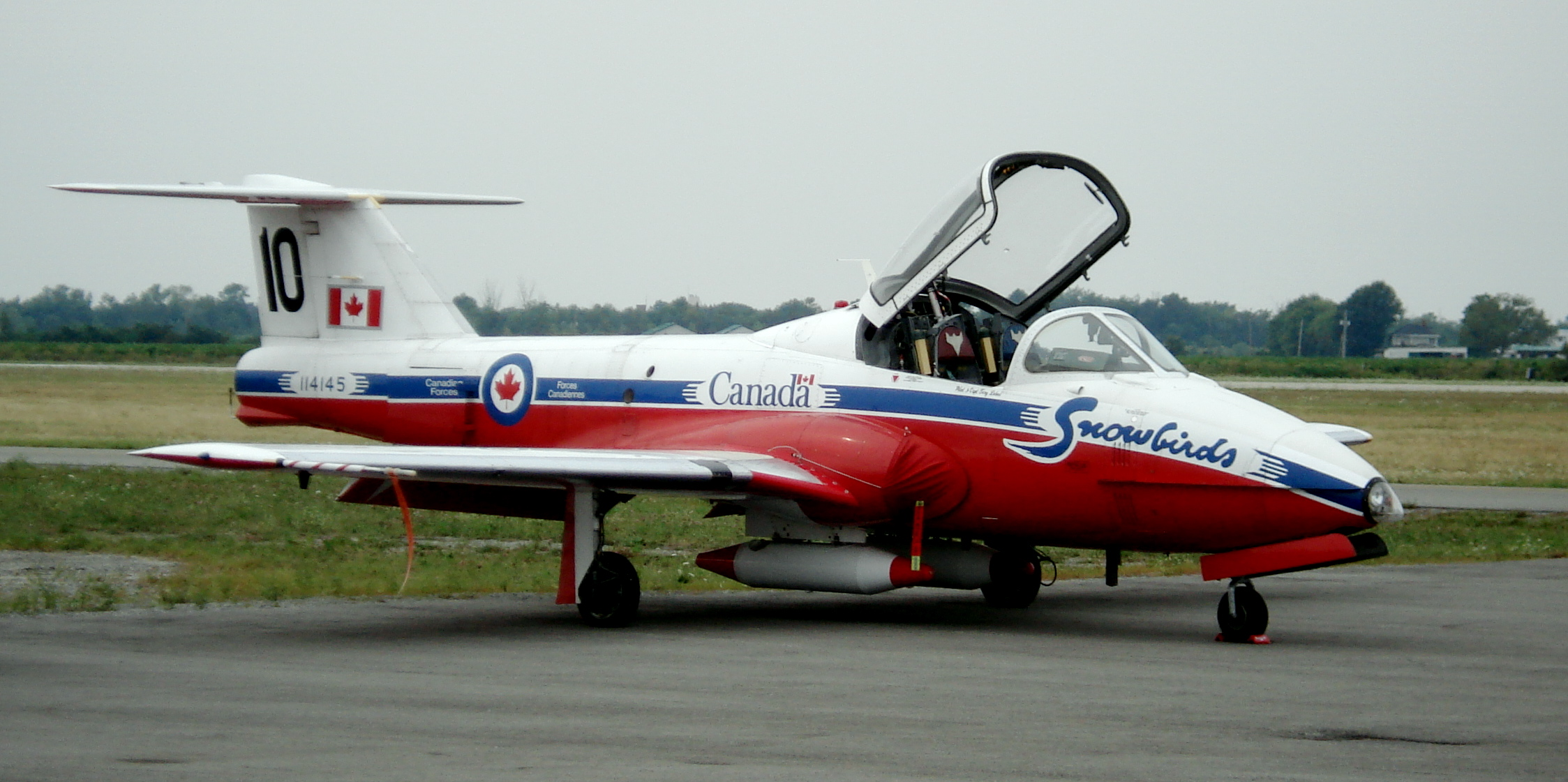
カナダ空軍の曲技飛行隊「スノーバーズ」のCT-114

カナディア CL-41 チューター(Canadair CL-41 Tutor)は、カナダのカナディアが開発したジェット練習機。既に第一線を引いているものの、登場から半世紀以上経った現在でも運用されている。なお、チューターとは「家庭教師」という意味。

## 概要
カナディア社の自社資金により開発が進められ、試作初号機は1960年1月13日に初飛行した。翌年9月にはカナダ空軍がCT-114の名称で190機の導入を決め、1963年から1966年にかけて引き渡しが行われた。
並列複座式のコックピットとT字尾翼を採用しているのが外見の特徴で、主翼は低翼配置の直線翼。エンジンはゼネラル・エレクトリック J85ターボジェットエンジンのライセンス生産型を1基搭載している。エンジンにより強力なJ85-J4を採用し、主翼下にハードポイントを装備し武装可能とした軽攻撃機型CL-41Gも存在する。
カナダ空軍では運用中に何度か近代化改修を加えられたが、CT-155 ホークとCT-156 ハーヴァードIIの配備により2000年に練習機としての運用を終了、現在は曲技飛行隊「スノーバーズ」で運用されているのみとなっている。スノーバーズのCT-114は、1機が2020年5月17日にカムループスで墜落事故を起こした。吸気口に鳥を吸い込んだため機体を飛行場に戻そうとして失速したのが原因で、パイロット2名は脱出したが、射出座席が正常に作動せず殉職した。スノーバーズのCT-114は、2030年までの運用するための近代化改修が予定されている。
カナダ以外では、マレーシアが1966年にCL-41Gを20機発注し、スズメバチを意味するテブアン(Tebuan)という愛称を付けた。こちらも1980年代半ばに退役している。

## スペック(CL-41G)
- 全長：9.75 m
- 全幅：11.13 m
- 全高：2.76 m
- 翼面積：20.44 m2
- 空虚重量：2,402 kg
- 最大離陸重量：5,120 kg
- エンジン：オレンダ J85-CAN-J4 ターボジェットエンジン(13.12 kN) ×1
- 最高速度：755 km/h（高度28,500 ft）
- 航続距離：2,157 km
- 実用上昇限度：12,860 m
- 武装：主翼下6箇所のハードポイントに爆弾、ロケット弾、機銃ポッドなど最大1,814 kg